# Adam Hochschild
Adam Hochschild (Nueva York, Estados Unidos, 1942) es un escritor, periodista, historiador y profesor universitario de los Estados Unidos.
Hochschild nació en Nueva York y se graduó en Historia y Literatura en la universidad de Harvard en 1963. Como estudiante, pasó un verano trabajando en un periódico anti-apartheid en Sudáfrica, una experiencia clave políticamente sobre la que escribiría más tarde. Seguidamente trabajó brevemente para el Movimiento Americano por los derechos civiles en Misisipi. En 1964, participó en movimientos contra la Guerra del Vietnam, y, tras varios años como reportero en diarios, trabajó como escritor y editor para la revista izquierdista Ramparts. A mitad de los ´70 fue uno de los cofundadores de la revista "Mother Jones".
El primer libro de Hochschild fueron unas memorias publicadas en 1986, en las cuales describía la problemática relación mantenida con su padre. Tras varios libros y una colección de ensayos, publicó en 1998 El fantasma del rey Leopoldo, una historia de la conquista y colonización del Estado Libre del Congo por el rey Leopoldo II de Bélgica. El fantasma del rey Leopoldo ganó el premio Duff Cooper en Inglaterra y fue finalista en el del National Book Critics Circle Award de Estados Unidos. Su libro Enterrad las cadenas, publicado en 2005 acerca del movimiento antiesclavista en el Imperio Británico fue también finalista del National Book Award. Los libros de Hochschild han sido traducidos a doce idiomas y han sido galardonados con numerosos premios.
Hochschild ha escrito también para las revistas The New Yorker, Harper's Magazine, The New York Review of Books, The New York Times Magazine, y The Nation. Ha sido también comentarista de la National Public Radio.
Hochschild vive en San Francisco y enseña en la escuela de periodismo (Graduate School of Journalism) de la Universidad de California, Berkeley. Está casado con la socióloga Arlie Russell Hochschild.
En 2012, su obra fue premiada por la Academia Estadounidense de las Artes y las Letras.